# سيتشي مياكي
سيتشي مياكي (باليابانية: 三宅精一؛ بالكانا: みやけ せいいち) هو مخترِع ياباني، ولد في 5 فبراير 1926 في كوراشيكي في اليابان، وتوفي في يوليو 1982 في Okayama University Hospital ‏ في اليابان.